# Ylimmäinen Sammallampi
Ylimmäinen Sammallampi är en sjö i kommunen Kouvola i landskapet Kymmenedalen i Finland. Arean är 38 hektar och strandlinjen är 4,7 kilometer lång. Sjön  ingår i Kymmene älvs huvudavrinningsområde.   Den ligger omkring 71 kilometer nordväst om Kotka och omkring 120 kilometer nordöst om Helsingfors. 